# Rhacaplacarus ambiguus
Rhacaplacarus ambiguus är en kvalsterart som först beskrevs av Wojciech Niedbała 1982.  Rhacaplacarus ambiguus ingår i släktet Rhacaplacarus och familjen Phthiracaridae. Inga underarter finns listade i Catalogue of Life.